# North Myrtle Beach
North Myrtle Beach is een plaats (city) in de Amerikaanse staat South Carolina, en valt bestuurlijk gezien onder Horry County.

## Demografie
Bij de volkstelling in 2000 werd het aantal inwoners vastgesteld op 10.974.
In 2006 is het aantal inwoners door het United States Census Bureau geschat op 14.972, een stijging van 3998 (36.4%).

## Geografie
Volgens het United States Census Bureau beslaat de plaats een oppervlakte van
35,0 km², waarvan 33,8 km² land en 1,2 km² water.

## Plaatsen in de nabije omgeving
De onderstaande figuur toont nabijgelegen plaatsen in een straal van 16 km rond North Myrtle Beach.